# Liste der Monuments historiques in Sacquenay
Die Liste der Monuments historiques in Sacquenay führt die Monuments historiques in der französischen Gemeinde Sacquenay auf.

## Liste der Immobilien
| Bezeichnung                 | Beschreibung             | Standort                  | Kennzeichnung | Schutzstatus | Datum | Bild           |
| --------------------------- | ------------------------ | ------------------------- | ------------- | ------------ | ----- | -------------- |
| Fontaine du Buet            | Brunnen, 17. Jahrhundert | östlich des Ortes (Lage)  | PA00112617    | Inscrit      | 1926  |                |
| Fontaine de Cour            | Brunnen, 17. Jahrhundert | nördlich des Ortes (Lage) | PA00112618    | Inscrit      | 1926  |                |
| Fontaine de Pidance         | Brunnen, 17. Jahrhundert | Rue de Pidance (Lage)     | PA00112619    | Inscrit      | 1926  |                |
| Kirche St-Pierre-et-St-Paul | aus dem 13. Jahrhundert  | Place de l’Eglise (Lage)  | PA00112616    | Classé       | 1910  | weitere Bilder |

## Liste der Objekte
| Bezeichnung                           | Beschreibung                                             | Standort                                  | Kennzeichnung | Schutzstatus | Datum | Bild |
| ------------------------------------- | -------------------------------------------------------- | ----------------------------------------- | ------------- | ------------ | ----- | ---- |
| Gemälde Martyrium des heiligen Stefan | Ölfarbe auf Holz, 17. Jahrhundert                        | in der Kirche St-Pierre-et-St-Paul (Lage) | PM21001939    | Classé       | 1910  |      |
| Skulptur Madonna mit Kind             | Holz, farbig gefasst, zweite Hälfte des 16. Jahrhunderts | in der Kirche St-Pierre-et-St-Paul (Lage) | PM21001940    | Classé       | 1913  |      |
| Glocke                                | Bronze, 1753 gegossen                                    | in der Kirche St-Pierre-et-St-Paul (Lage) | PM21001941    | Classé       | 1943  |      |